# Mimobolbus pygmaeus
Mimobolbus pygmaeus is een keversoort uit de familie cognackevers (Bolboceratidae). De wetenschappelijke naam van de soort werd in 1967 gepubliceerd door Georg Frey.